# Ben Woodburn
Ben Woodburn (Chester, 1999. október 15.–) walesi utánpótlás válogatott labdarúgó, a Preston North End játékosa. Ő lett a Liverpool történetében a harmadik legfiatalabbként bemutatkozó játékos, valamint a klub történetének legfiatalabb gólszerzője, amikor második tétmérkőzésén gólt ért el 2016 novemberében.
Tinédzserként az új Gareth Baleként tartották számon, hatalmas tehetségként volt ismert, az utóbbi néhány esztendőben azonban részben a kevés játéklehetőség, részben a sok sérülés miatt már nem így vélekednek róla. Rendkívül dinamikus, intelligens játékos, támadás közben igen hasznos, a Liverpool utánpótlásában igazi vezéregyéniség, a csapat köré épül. Gyors, jól cselez és számos poszton képes remekül játszani.[forrás?]
Woodburn bár Angliában született, utánpótlás kora óta Wales színeit képviseli, az U17-es válogatottnak csapatkapitánya is volt. Bár mindkét ország felnőtt válogatottjában jogosult pályára lépni, korábban Wales mellett tett hűségesküt.[forrás?]

## Pályafutása

### Kezdeti évei
1999. október 15-én született, Cheshire megyének közigazgatási központjában, Chesterben. Tattenhallban nevelkedett, fiatalon krikettezett is a labdarúgás mellett. Miután felkerült a Liverpool akadémiájára, a klub meggyőzte Woodburn szüleit, hogy a közeli Rainhillbben telepedjenek le a kisebb távolság miatt, míg addig az iskolai előrehaladásának érdekében fizették Woodburn minden napos utazásait Tattenhallbe. Tizenöt éves volt amikor már a Liverpool U16-os és U18-as utánpótláscsapataiban is pályára léphetett, valamint az úgynevezett "Futures Group"-nak - ami egy tehetséggondozó program- köszönhetően heti egyszer részt vehetett a felnőtt csapat edzőjének, Pep Lijndersnek a foglalkozásán.

### Liverpool

#### 2016–2017
Miután végigjárta a ranglétrát, Jürgen Klopp felhívta az első csapatba a 2016-17 szezon előtti felkészülési időszakra. A Tranmere Rovers FC elleni mérkőzesen a 46.percben csereként állt be, csapata 1–0-ra győzött, míg a Fleetwood Town FC elleni 5-0-s győzelem alkalmával gólpasszt adott Roberto Firminónak. 2016. november 8-án írta alá első profi szerződését.
Tétmérkőzésen november 26-án debütált, a Sunderland elleni 2-0-s bajnoki győzelem alkalmával a 92. percben állt be Georginio Wijnaldum helyére. Ezzel 17 évesen és 42 naposan minden idők harmadik legfiatalabb debütánsa lett a Liverpool történetében és Jack Robinson után a második legfiatalabb a Premier League-ben. Három nappal később, a Ligakupa negyeddöntőjében a Leeds United ellen 17 évesen és 45 naposan a klub legfiatalabb góllövőjévé vált, 98 nappal megdöntve Michael Owen rekordját. Ezt követően a Sky Sports és a The Guardian is az egyik legígéretesebb fiatalnak nevezte. 2017. január 8-án a Plymouth Argyle FC elleni FA-kupa mérkőzésen kezdőként kapott lehetőséget.

### Sheffield United
2018 nyarán a másodosztályú Sheffield Unitedhez került kölcsönbe. A Sheffieldnél nem nyújtott kiemelkedő teljesítményt, igaz, ez többek közt sérült bokájának volt köszönhető. Mindössze nyolc mérkőzésen szerepelt a Sheffield United színeiben, majd a Liverpool visszahívta őt. Az U23-as csapatban ezután szinte minden mérkőzésen pályára léphetett, és újra jó formába lendült. Jürgen Klopp a felnőttek Bajnokok Ligája-keretébe is nevezte őt, és tagja volt annak a csapatnak, amely megnyerte a 2018-19-es BL-t.[forrás?] A felnőtteknél nem kapott lehetőséget ebben a szezonban.

### Oxford United
2019 július 30-tól egész szezonra szóló kölcsönszerződést kötött az angol harmadosztályban szereplő Oxford Uniteddel. 2019 októberében megsérült a bokája, és kénytelen volt visszautazni Liverpoolba a kezelések és a rehabilitáció miatt. Decemberben újra megsérült, most a másik lábával, és még több kihagyás várt rá.[forrás?]

### Válogatott
Anyai nagyapja révén Wales válogatottjában való szereplésre is jogosult, csakúgy mint születése révén az angol válogatottságra is. 2014 augusztusában behívták az angolok U16-os válogatottjába, azonban ő úgy döntött, hogy Wales színeit szeretné képviselni.
2017. szeptember 2-án debütált a walesi felnőtt válogatottban egy vb-selejtező mérkőzésen Ausztria ellen, és gólt is szerzett.[forrás?] Ezzel ő lett a második legfiatalabb walesi gólszerző a nemzeti csapatban, az első Gareth Bale.

## Sikerei, díjai

### Liverpool
- Legfiatalabb góllövő: 17 évesen és 45 naposan[19]

## Statisztika
| Klub             | Szezon           | League           | League        | League | FA Kupa       | FA Kupa | League Kupa   | League Kupa | Nemzetközi    | Nemzetközi | Egyéb         | Egyéb | Összesen      | Összesen |
| Klub             | Szezon           | Bajnokság        | Pályára lépés | Gól    | Pályára lépés | Gól     | Pályára lépés | Gól         | Pályára lépés | Gól        | Pályára lépés | Gól   | Pályára lépés | Gól      |
| ---------------- | ---------------- | ---------------- | ------------- | ------ | ------------- | ------- | ------------- | ----------- | ------------- | ---------- | ------------- | ----- | ------------- | -------- |
| Liverpool        | 2016–2017        | Premier League   | 4             | 0      | 3             | 0       | 1             | 1           | —             | —          | —             | —     | 8             | 1        |
| Karrier összesen | Karrier összesen | Karrier összesen | 4             | 0      | 3             | 0       | 1             | 1           | 0             | 0          | 0             | 0     | 8             | 1        |